# Frente Popular da Iugoslávia
A Aliança Socialista dos Trabalhadores da Iugoslávia ou SSRNJ (Servo-croata: Socijalistički savez radnog naroda Jugoslavije / Социјалистички савез радног народа Југославије, SSRNJ/ССРНЈ; em esloveno:  Socialistična zveza delovnega ljudstva Jugoslavije, SZDLJ; em macedônio/macedónio:  Социјалистички сојуз на работниот народ на Југославија, ССРНЈ), conhecida antes de 1953 como Frente Popular (Frente Narodni ou NOF em servo-croata, Ljudska fronta ou LF em esloveno), foi a maior e mais influente organização de massa na República Socialista Federativa da Iugoslávia de agosto de 1945 a 1990.  Em 1990, o seu número de membros era de treze milhões de indivíduos, incluindo a maior parte da população adulta do país.  Juntamente com a Liga dos Comunistas da Sérvia, fundiu-se em julho de 1990 para formar o Partido Socialista da Sérvia.  (pxx)

## Frente Popular da Iugoslávia
A Frente Popular da Iugoslávia foi uma organização de massas antifascistas e democráticas das nações da Iugoslávia. A ideia da sua criação surgiu na década de 1930, especialmente durante as eleições parlamentares de 5 de maio de 1935 no Reino da Iugoslávia.
Na Reunião Plenária do Comitê Central do Partido Comunista da Iugoslávia, em junho de 1935, realizada na cidade de Split (Dalmácia), foi concluída a formação da Frente da Liberdade Nacional. Também se concluiu que o fascismo poderia ser derrotado pelos esforços conjuntos do proletariado, do campesinato, dos oprimidos nacionalmente e de todas as camadas democráticas e progressistas da sociedade. A base da Frente da Liberdade Popular seria o Partido Comunista da Jugoslávia, acompanhado pelos sindicatos, pelas "alas esquerdas" dos partidos camponeses, pela juventude, pelos estudantes universitários, pelas sociedades culturais, educativas, desportivas, pelas diversas associações profissionais e pelos movimentos de libertação nacional. sob os auspícios de partidos cívicos. A plataforma principal era:
1. A destruição do Regime de 6 de Janeiro,
2. Direitos iguais das nações da Iugoslávia,
3. Prevenir o peso da crise nas costas do povo e melhorar a posição económica das amplas massas trabalhadoras à custa dos ricos.

O Partido Comunista da Iugoslávia compreendeu a Frente Popular (NF) como uma plataforma política para a aproximação das massas com as suas ideias e como um método de aliança com outros partidos da oposição, como os partidos burgueses cívicos, republicanos e democráticos.
O Partido Comunista da Iugoslávia foi banido da vida política do país, mas permaneceu ocupado com a questão da criação de uma Frente Popular singular até o início da Segunda Guerra Mundial.
Na Conferência em Stolice (Sérvia) concluiu-se que o movimento antifascista deveria ser transformado numa Frente Popular Unida de Libertação da Iugoslávia.
Cada uma das futuras repúblicas e províncias autónomas tinha a sua própria Frente Popular de Libertação.

### Frente Popular das Repúblicas e Províncias
| Nome                                                 | Primeira Conferência     | Local, República ou Província     |
| ---------------------------------------------------- | ------------------------ | --------------------------------- |
| Frente Unida de Libertação do Povo da Croácia        | 18 de maio de 1944       | Croácia                           |
| Frente Popular de Libertação da Bósnia e Herzegovina | 3 de julho de 1944       | Sanski Most, Bósnia e Herzegovina |
| Frente Popular de Libertação de Montenegro           | 16 de julho de 1944      | Kolašin, Montenegro               |
| Frente Unida de Libertação do Povo da Sérvia         | 14 de novembro de 1944   | Sérvia                            |
| Frente Popular de Libertação da Macedônia            | 26 de novembro de 1944   | Escópia, Macedônia                |
| Frente Popular de Libertação da Voivodina            | 11 de dezembro de 1944   | Novi Sad, Voivodina               |
| Frente Popular de Libertação do Kosovo               | 11 e 12 de abril de 1945 | Kosovo                            |
| Frente de Libertação da Nação Eslovena               | 15 e 16 de julho de 1945 | Liubliana, Eslovênia              |

O primeiro congresso da Frente Popular da Iugoslávia foi realizado em Belgrado, de 5 a 7 de agosto de 1945. O Programa e o Estatuto da Frente Nacional da Iugoslávia foram aprovados. Edvard Kardelj deu as principais orientações para o NFY no seu seminário que descreveu o NFY como "o único da Nação, o seu reflexo, a sua revolta heróica, a sua maior maioria - que é - a própria Nação".
O NFY foi a única organização a disputar as primeiras eleições do pós-guerra, em 1945; os partidos da oposição retiraram-se depois de alegarem ter sofrido intimidação severa. Em 29 de Novembro, o parlamento dominado pelos comunistas aboliu formalmente a monarquia e declarou a Jugoslávia uma república. A partir desse momento, o NFY passou a ser efectivamente a única organização política legalmente permitida no país.
No quarto congresso do NFY mudou o seu nome para Aliança Socialista dos Trabalhadores da Iugoslávia. O congresso aceitou a proposta do sexto congresso do Partido Comunista da Iugoslávia de mudar o nome no quarto congresso da Frente Nacional da Iugoslávia, realizado em Belgrado de 22 a 25 de fevereiro de 1953.

### Organizações membros do PFY
- Frente Antifascista de Mulheres da Iugoslávia (AFŽ)
- Partido Camponês Croata
- Partido Democrático Independente
- Partido dos Trabalhadores Fundiários
- Partido Nacional Camponês
- Partido Socialista da Iugoslávia
- Partido Social-Democrata da Iugoslávia
- Aliança Unida da Juventude Antifascista da Iugoslávia (USAOJ)
- Sindicato Unido de Trabalhadores e Empregados (JSRiN)
- Partido Democrático Republicano Iugoslavo

Partidos que não eram membros da Frente Popular:
- Partido Democrático
- Partido Radical Nacional

### Eleições parlamentares
| Eleição | Líder           | %      | Assentos  | +/– | Posição |
| ------- | --------------- | ------ | --------- | --- | ------- |
| 1945    | Josip Broz Tito | 90,48% | 354 / 354 | 354 | 1º      |
| 1950    | Josip Broz Tito | 94,2%  | 354 / 354 |     | 1º      |

## Reforma e renomeação
Em 1953, a Frente Popular foi renomeada como Aliança Socialista dos Trabalhadores da Iugoslávia (SSRNJ) e continuaria a ser a maior organização de massa (em termos de membros) na RSF da Iugoslávia de agosto de 1945 a 1990. 
O objectivo político desta organização nacional, patrocinada pela Liga dos Comunistas da Iugoslávia (SKJ), era envolver o maior número possível de pessoas em actividades da agenda do partido, sem as restrições e conotações negativas do controlo directo do partido.  O SSRNJ também foi concebido como um fórum de arbitragem nacional para interesses conflitantes e inter-regionais.  Embora os dirigentes do partido estivessem proibidos de ocupar cargos simultâneos no SSRNJ, o escalão superior deste último era dominado por membros estabelecidos do partido.  A importância do SSRNJ para a liderança do partido aumentou à medida que o controlo directo do partido sobre as instituições sociais e estatais diminuiu.  Foi útil na mobilização de cidadãos de outra forma apáticos durante a crise croata de 1971 e a crise do Kosovo de 1987. 
A Constituição estipulou uma ampla variedade de funções sociais e políticas para o SSRNJ, incluindo a nomeação de candidatos a delegado a nível comunal, sugerindo soluções para questões sociais nacionais e locais aos delegados da assembleia e supervisionando eleições e implementação de políticas públicas.  Tanto indivíduos quanto grupos de interesse eram membros.  A estrutura do SSRNJ era muito semelhante à do partido, incluindo uma hierarquia que se estendia do nível nacional ao comunal.  As organizações SSRNJ nas repúblicas e províncias eram versões simplificadas da estrutura nacional.  Em 1959, o SSRNJ contava com mais de 6,3 milhões de membros individuais e 111 organizações coletivas sob a sua égide. 
A organização nacional foi dirigida por uma conferência de delegados escolhidos pela liderança regional do SSRNJ.  A presidência da conferência incluiu membros do partido, das forças armadas, dos sindicatos, da Liga da Juventude Socialista e de outras organizações nacionais.  Tal como o Comité Central do SKJ, a conferência SSRNJ criou departamentos para formular recomendações políticas em áreas como economia, educação e relações sociopolíticas.  Os comités de coordenação também estiveram activos na consulta inter-regional sobre políticas e acção política de massas. 

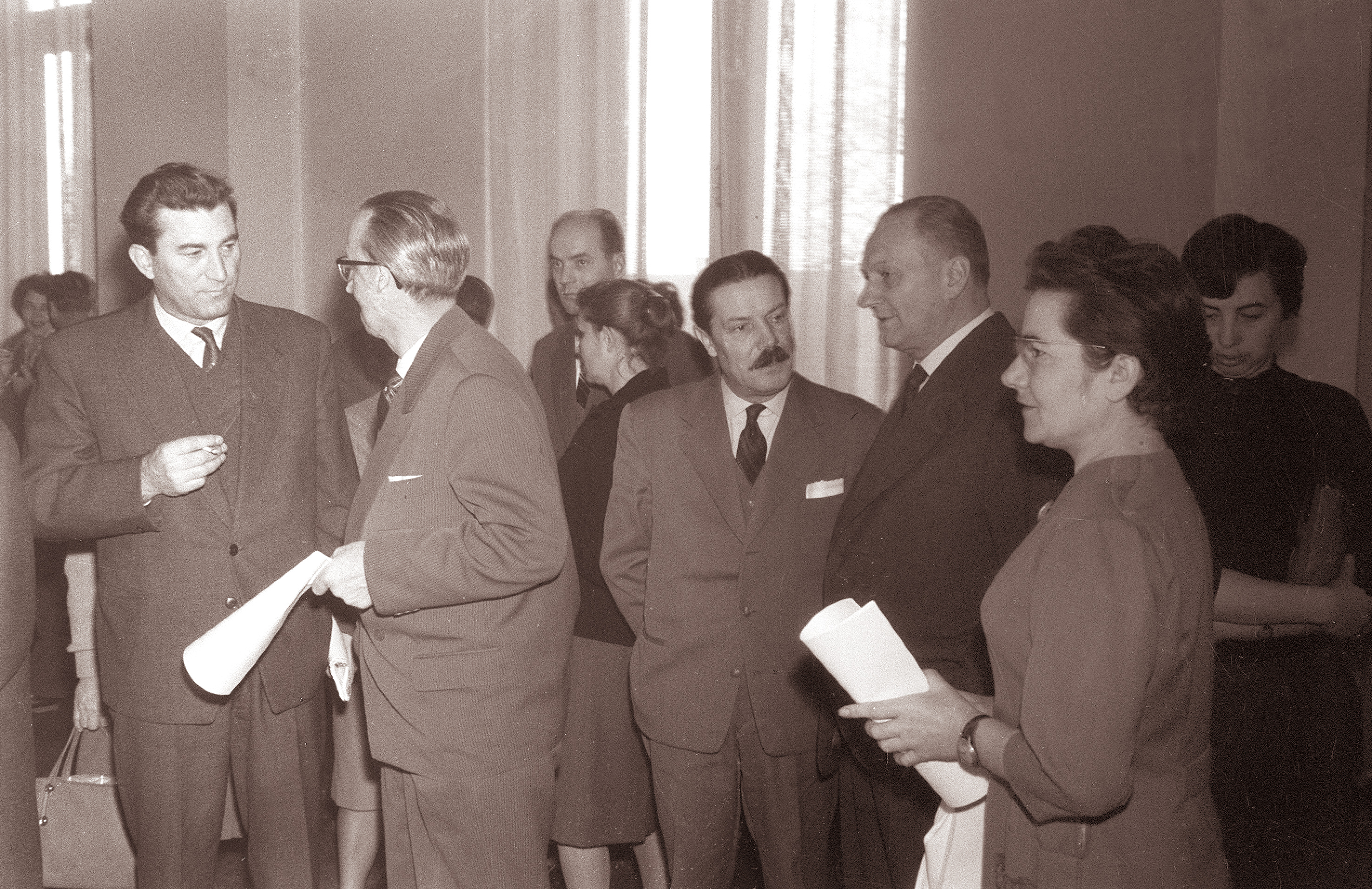
Delegados da filial de Maribor do SZDL em conversa informal antes da conferência, janeiro de 1962

Na República Socialista Soviética da Eslovénia, a Aliança Socialista tornou-se uma organização guarda-chuva para uma série de organizações não partidárias com interesses políticos, a partir de 1988.  Em menor escala, mudanças semelhantes ocorreram em outras repúblicas.  Este desenvolvimento reacendeu a ideia de que o SSRNJ poderia ser divorciado do domínio do SKJ e reconstituído como um segundo partido político a nível nacional.  Enquanto se aguarda tal evento, o SSRNJ foi considerado ao longo da década de 1980 como um fantoche da elite do partido, particularmente em virtude do seu controlo exclusivo sobre a nomeação de delegados para a assembleia a nível comunal. 
Um dos Presidentes da Conferência Federal foi Veljko Milatović.

### Organizações constituintes dentro do SSRNJ[9]
- Confederação dos Sindicatos da Iugoslávia
- Liga da Juventude Socialista da Iugoslávia
- Cruz Vermelha da Iugoslávia
- Federação das Associações de Veteranos da Guerra de Libertação Popular da Iugoslávia
- Frente Antifascista Feminina da Iugoslávia
- Sociedade Partidária de Educação Física
- Conselho de Associações para o Bem-Estar Infantil na Iugoslávia
- União dos Pioneiros da Iugoslávia
- Sociedade de Engenheiros e Técnicos Mecânicos e Elétricos
- Fundo de Ajuda às Vítimas de Agressão e Dominação Colonial
- Comité de Coordenação para a Ajuda ao Povo do Vietname-Indochina